# Marija Butina
Marija Valer'evna Butina (in russo Мари́я Вале́рьевна Бу́тина?; Barnaul, 10 novembre 1988) è una politica, giornalista, ex agente, ex lobbista ed ex imprenditrice russa che dal 2021 rappresenta l'oblast di Kirov alla Duma. Come agente sotto copertura negli Stati Uniti, si era infiltrata nei gruppi conservatori americani e nella National Rifle Association (NRA), cercando di stabilire un canale di comunicazione segreto tra l'amministrazione Trump e Mosca nelle elezioni presidenziali americane del 2016..
Nel luglio 2018, mentre risiedeva a Washington, D.C., Butina è stata arrestata dall'FBI e accusata di aver agito come agente della Federazione Russa "senza previa notifica al Procuratore Generale".  Nel dicembre 2018 si è dichiarata colpevole di cospirazione per agire come agente straniero non registrato dello Stato russo ai sensi del 18 U.S.C. §951. Nell'aprile 2019, un giudice federale l'ha condannata a 18 mesi di carcere. Ha scontato circa cinque mesi presso l'istituto penitenziario federale di Tallahassee. La sua pena detentiva preventiva di 9 mesi  è stata conteggiata ai fini della sua condanna. È stata rilasciata e deportata di nuovo in Russia nell'ottobre 2019. Ha negato pubblicamente di essere una spia russa.

## Biografia
Butina è nata il 10 novembre 1988 nella città Siberiana di Barnaul, nel territorio dell'Altai, a circa 340 km a est dell'attuale confine tra Kazakistan e Russia. Sua madre era l'ingegnere capo di un'impresa energetica e suo padre, Valerij Viktorovič Butin, era un imprenditore che fondò un'azienda di produzione di mobili a Barnaul. Ha una sorella e una nipote materna, Kira.
Si è diplomata con lode all'età di 17 anni al ginnasio numero 22 con uno studio approfondito della lingua inglese, e fin dagli anni scolastici si è sforzata di svolgere un'attività pubblica attiva.  Ha studiato scienze politiche all'Università Statale dell'Altai e ha anche conseguito una laurea in insegnamento. All'età di 19 anni, è stata eletta al consiglio pubblico del Krai dell'Altai nell'ultima elezione diretta per il consiglio.

## Carriera imprenditoriale e lobbyng
A 21 anni, Butina ha avviato un'attività di vendita al dettaglio di mobili nel Kraj dell'Altai. Nel 2011 si è trasferita a Mosca e ha venduto sei dei suoi sette negozi di mobili per avviare un'agenzia pubblicitaria. Più tardi, sempre nel 2011, Butina ha fondato Pravo na oružie (in russo: Право на оружие), descritta come un'organizzazione russa per i diritti delle armi.
Butina ha lavorato come "assistente speciale" di Aleksandr Toršin,  ex membro del Consiglio della Federazione Russa, membro del partito Russia Unita di Vladimir Putin e vice governatore della Banca centrale russa. Ha iniziato a viaggiare avanti e indietro negli Stati Uniti, inizialmente proprio con Aleksandr Toršin, Alla fine del 2014 Butina si è dimessa dalla sua posizione di capo di Pravo na oružie. Secondo i russi intervistati da RFE/RL, l'organizzazione si è distinta per aver evitato l'opposizione a Putin durante le proteste russe del 2011-2013, per il suo sostegno "donchisciottesco" a una causa con scarso sostegno pubblico e forte opposizione del governo – lo stesso Putin aveva detto ai russi: "Sono profondamente convinto che il libero flusso di armi da fuoco porterà un grande danno e rappresenta un grande pericolo per noi" – per aver introdotto nel parlamento russo una legislazione che "non è mai andata da nessuna parte", e per essersi defilata dopo che Butina si è dimessa come suo capo.  Secondo i pubblici ministeri statunitensi che hanno perseguito Butina con l'accusa di cospirazione e di aver agito come agente straniero, il suo amore per le armi era uno stratagemma per far avanzare l'agenda della Russia all'interno del Partito Repubblicano. Anders Åslund descrisse Pravo na oružie come una "organizzazione di facciata con lo scopo di infiltrarsi nei gruppi americani e forgiare la cooperazione con la National Rifle Association of America".

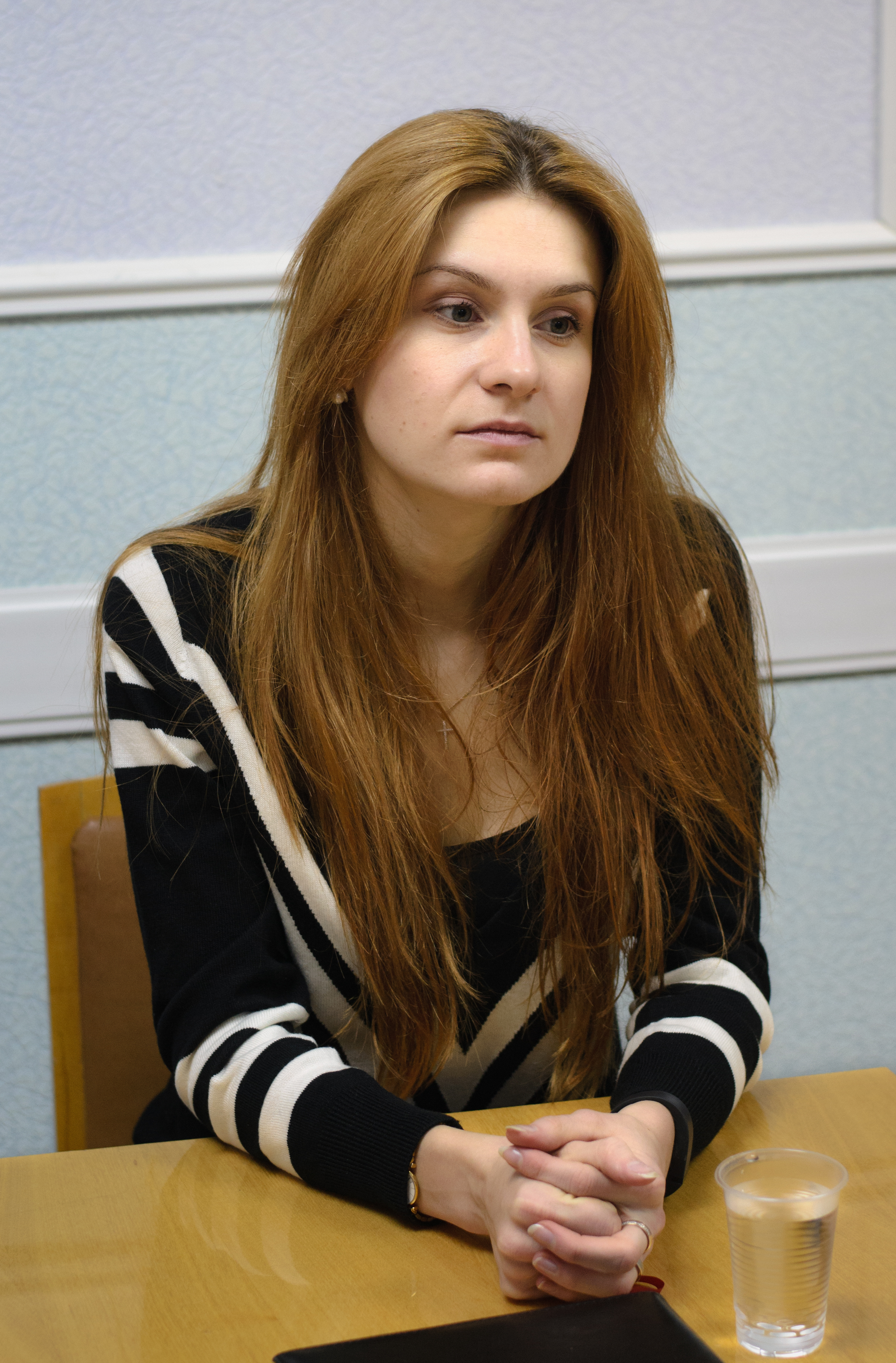
Butina nel 2014

Nel 2013 ha incontrato in Russia Paul Erickson, un politico americano e attivista repubblicano. I due hanno iniziato a frequentarsi e alla fine sono andati a vivere insieme. Nel 2015, gli ha inviato via e-mail la descrizione di un progetto proposto per influenzare il Partito Repubblicano ad essere più amichevole con la Russia, attraverso l'NRA.  Nel gennaio 2015, quando Toršin è diventato vice governatore della Banca centrale russa, Butina ha continuato a lavorare per lui fino a maggio 2017.  Nel 2017, Butina ha dichiarato al Washington Post di non aver mai lavorato per il governo russo.
Nell'agosto 2016 si è trasferita negli Stati Uniti con un visto per studenti e si è iscritta come studentessa laureata alla School of International Service dell'American University. Mentre era studentessa in quella università, Butina si è ubriacata in almeno due diverse occasioni e si è vantata con i suoi compagni universitari dei suoi contatti nel governo russo; secondo fonti della CNN,  in entrambe le occasioni, i suoi compagni l'hanno denunciata alle forze dell'ordine.
Nel febbraio 2016, Butina ed Erickson hanno avviato un'attività nel Dakota del Sud, Bridges LLC. In seguito Erickson ha detto che la società è stata fondata nel caso in cui Butina avesse bisogno di assistenza monetaria per i suoi studi universitari. Nel 2018 Burina ha conseguito un master in relazioni internazionali.

## L'arresto
Il 15 luglio 2018, Butina è stata arrestata a Washington e accusata di aver agito negli Stati Uniti come agente di un governo straniero; in particolare la Federazione Russa, senza previa notifica al Procuratore Generale. La legge degli Stati Uniti impone che tutti i lobbisti che rappresentano governi stranieri debbano registrarsi come tali presso il Dipartimento di Giustizia.  Il suo avvocato ha detto che "l'unico atto illegale è stato quello di non registrarsi".
Il 18 luglio, Butina si dichiarò non colpevole, e un giudice del tribunale distrettuale ordinò che fosse incarcerata in attesa del processo. Si diceva anche che stesse collaborando a un'indagine federale per frode nel Dakota del Sud.  Butina è stata tenuta in isolamento nel centro di detenzione di Alexandria.

### Dichiarazione giurata
Secondo la dichiarazione giurata a sostegno della denuncia, già dal 2015 e fino almeno al febbraio 2017, Butina ha lavorato sotto la direzione di un funzionario di alto livello del governo russo, che, secondo il New York Times, era Toršin. I documenti del tribunale descrivono in dettaglio gli sforzi del funzionario russo e di Butina affinché Butina agisse come agente della Russia negli Stati Uniti, sviluppando relazioni con persone statunitensi e infiltrandosi in organizzazioni che hanno influenza nel Partito Repubblicano e nella politica conservatrice – come la National Rifle Association, la National Prayer Breakfast e alcune organizzazioni religiose – allo scopo di promuovere gli interessi della Federazione Russa.
I documenti descrivono anche alcune azioni intraprese da Butina per promuovere questo sforzo durante molteplici visite dalla Russia e, successivamente, quando è entrata e ha risieduto negli Stati Uniti con un visto per studenti. I documenti affermano che ha intrapreso le sue attività "senza rivelare ufficialmente il fatto che stava agendo come agente del governo russo, come richiesto dalla legge".
Butina, Toršin ed Erickson sono stati oggetto di un'indagine da parte del Comitato ristretto del Senato degli Stati Uniti sull'intelligence sulle interferenze russe nelle elezioni degli Stati Uniti del 2016. Erickson è indicato nell'accusa di Butina come "Persona 1". Inoltre, George D. O'Neill Jr., uno scrittore conservatore ed erede dei Rockefeller, è la "Persona 2". Toršin è stato anche oggetto di un'indagine da parte dell'FBI per verificare se il governo russo avesse tentato di incanalare illegalmente denaro verso l'NRA per aiutare Trump a vincere la presidenza.
L'FBI ha iniziato a monitorare Butina nell'agosto 2016, dopo che si era trasferita negli Stati Uniti con un visto studentesco F-1. Piuttosto che affrontarla immediatamente, l'FBI scelse di tracciare i suoi movimenti e raccogliere informazioni su chi stava incontrando e quali dovevano essere i suoi obiettivi finali.

### Patteggiamento
Gli avvocati di Butina e i pubblici ministeri federali hanno dichiarato in un documento depositato in tribunale il 16 novembre 2018 di aver avviato negoziati di patteggiamento. Il 13 dicembre Butina si è dichiarata colpevole di cospirazione per agire come agente straniero illegale, mentre l'accusa originale di non essersi registrata come agente straniero è stata ritirata. Ha affrontato una pena massima di cinque anni di carcere  e, secondo un rapporto della CNN, "probabilmente sarà espulsa dopo aver scontato qualsiasi tempo".
Il 26 aprile 2019, Butina è stata condannata a 18 mesi di carcere dal giudice Tanya S. Chutkan, in conformità con le raccomandazioni dei pubblici ministeri.  Butina è stata rilasciata dal carcere il 25 ottobre ed è stata rimpatriata in Russia. Butina in seguito si è lamentata del fatto che negli Stati Uniti era stata costretta a firmare un patteggiamento. Ha affermato di essere stata condannata per il semplice fatto di essere russa.

### Reazione russa
Il presidente russo Vladimir Putin ha detto di non avere alcuna conoscenza preliminare di Butina. Il ministro degli Esteri russo Sergej Lavrov ha rilasciato una dichiarazione in cui afferma che l'arresto di Butina è stato progettato per minare i "risultati positivi" del vertice di Helsinki tra il presidente degli Stati Uniti Trump e il presidente russo Putin. È stata arrestata un giorno prima che Trump incontrasse il suo omologo russo. Il padre di Butina ha definito le accuse contro di lei "una caccia alle streghe".
Leonid Sluckij, capo della camera bassa della commissione per gli affari esteri del parlamento russo, ha definito il caso di Butina una "moderna inquisizione politica". Il ministero degli Esteri russo ha accusato gli Stati Uniti di aver forzato la falsa confessione di Butina.  Secondo la portavoce del ministero degli Esteri, Marija Zacharova, "dopo averle creato condizioni insopportabili e averla minacciata con una lunga pena detentiva, è stata letteralmente costretta a firmare accuse assolutamente ridicole".

## Il ritorno in Russia
Dopo essere stata rimpatriata in Russia il 25 ottobre 2019, Nemmeno due mesi più tardi, il 17 dicembre 2019, Butina ha ottenuto un lavoro sul canale RT come conduttrice del canale YouTube "Beautiful Russia boo-boo-boo".
Nel 2021 ha fatto visita ad Aleksej Naval'nyj, che era in sciopero della fame, in carcere, affermando che le condizioni in carcere sono migliori che negli hotel del territorio dell'Altai, e che lo stesso Naval'nyj mangia caramelle, non sta morendo di fame.

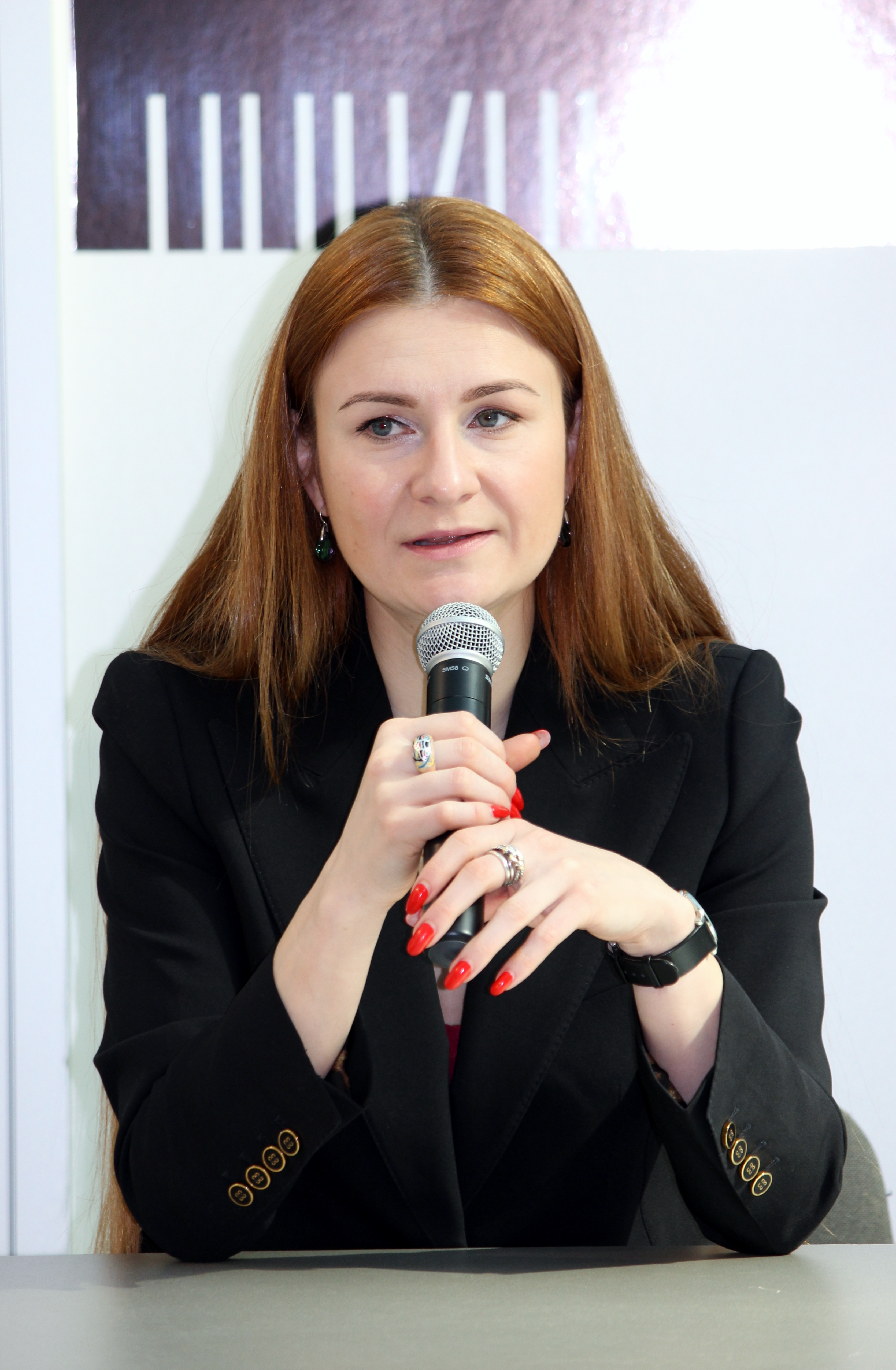
Butina presenta il suo libro Prison diary a Mosca nel marzo 2021

Alle elezioni legislative russe del settembre 2021, Butina si è candidata per l'8ª Duma di Stato nella lista del partito Russia Unita. Sulla base dell'assegnazione dei seggi ai partiti, inizialmente non ha ricevuto un mandato da deputata. Tuttavia, Igor' Vasil'ev, allora governatore dell'oblast di Kirov, rifiutò il suo seggio alla Duma, che poi passò a Butina.  In qualità di deputata, fa parte della commissione per gli affari internazionali e della commissione per le indagini sulle ingerenze straniere negli affari interni della Russia.

### L'invasione dell'Ucraina
Ha espresso sostegno all'invasione russa dell'Ucraina, condividendo un video sui social media che mostra il simbolo militare Z sulla sua giacca.  In precedenza aveva fatto un'apparizione il giorno dopo l'inizio dell'invasione nel salotto televisivo controllato dallo Stato Vremja pokažet, condannando il governo ucraino per aver armato i civili per respingere gli assalti russi alle città. In un'intervista a HARDtalk a marzo, si è rifiutata di dare credibilità a qualsiasi fonte non russa.